# 神奈川県立鎌倉支援学校
神奈川県立鎌倉支援学校（かながわけんりつ かまくらしえんがっこう）は、神奈川県鎌倉市関谷にある公立特別支援学校。2008年4月に神奈川県立金井高等学校内に分教室を新設した。その3年後である2011年3月に分教室の第一期生が卒業した。
並木分教室は2007年4月に神奈川県立金沢養護学校に変更したが、2008年3月に金沢養護学校は廃校になった横浜市立並木第三小学校の跡地を使っている。

## 学部
- 小学部
- 中学部
- 高等部A（肢体不自由）
- 高等部B（知的障害）
- 分教室
- 訪問部

## 沿革
- 1979年（昭和54年）4月1日 - 開校
- 2023年（令和5年）4月1日 - 学校名を神奈川県立鎌倉養護学校から神奈川県立鎌倉支援学校に名称変更[2][3]

## 主な卒業生
- 伊藤槙紀（高等部を卒業）
  - 2020年東京パラリンピック卓球女子銅メダリスト[4]